# Eugène de Laprade
Eugène Bonhomme de Laprade (Carcassonne, 1764 - Château de Borsu à Verlaine, 16 juni 1816) was abt in de orde van de trappisten. 
De Laprade werd geboren uit een welgestelde familie, en werd page aan het koninklijk hof. Hij was daar zeer gezien vanwege zijn beminnelijk karakter. Toen hij officier werd, bood de koning hem het commando over een regiment aan, maar hij verliet de militaire dienst en werd in 1788 monnik in de abdij La Trappe. 
In 1789 deed hij professie en was daarmee de laatste die vóór de Franse Revolutie in La Trappe zijn geloften kon afleggen. Hij had nauwelijks tijd gehad om die uit te spreken, toen hij met de groep van dom Augustin de Lestrange het klooster verliet om naar Zwitserland te vluchten. In het voormalige kartuizerklooster La Valsainte in het kanton Fribourg belastte Dom Augustin hem met de leiding van het noviciaat. 
In 1793 werd hij naar Canada gestuurd om daar een stichting te doen. Daar de inscheping wegens oorlogsomstandigheden niet kon plaatsvinden vestigde hij zich met twee medebroeders te Westmalle in Vlaanderen. 
Toen Franse troepen in de Lage Landen binnenvielen, nam hij de wijk naar Darfeld (Westfalen), waar hij een nieuw klooster stichtte. Er ontstond een geschil tussen de uiterst strenge Dom Augustin en de monniken van Darfeld, die weigerden om de geldverslindende ondernemingen van Dom Augustin te steunen. Ofschoon dom Eugène zijn superieur in La Valsainte trouw wilde blijven, werd hij in 1806 door zijn monniken tot abt gekozen. 
Door een wijs en zachtmoedig bestuur heeft hij de Trappistenorde door de moeilijkheden geloodst en hij kan dan ook terecht als de redder van de Orde beschouwd worden. In 1814 kon hij de abdij van La Trappe terugkopen, maar hij stond deze af aan dom Augustin.
Dom Eugène overleed twee jaar later. Zijn overblijfselen rusten in de abdij van Sept-Fons.